# Pterostichus moestus
Pterostichus moestus är en skalbaggsart som beskrevs av Thomas Say 1823. Pterostichus moestus ingår i släktet Pterostichus och familjen jordlöpare. Inga underarter finns listade i Catalogue of Life.